# Architektura 4-bitowa

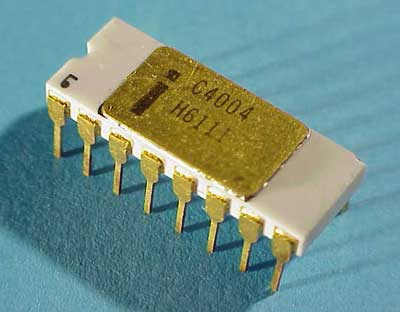
Procesor Intel 4004 mający 4-bitową architekturę

Architektura 4-bitowa – architektura komputera, w której słowa, adresy i inne dane mieszczą się w najwyżej 4 bitach pamięci.
Oznacza to, że za każdym odczytem lub zapisem do pamięci operacyjnej komputera lub w wewnętrznych transferach procesora używa się dokładnie czterobitowych porcji danych.
Ze względu na ograniczenie do 16 adresów, architektury 4-bitowej nie odnosi się do przestrzeni adresowej.
Procesor Intel 4004, pierwszy komercyjnie dostępny procesor na pojedynczym układzie scalonym – drugi na świecie (po F14 CADC) mikroprocesor – miał architekturę 4-bitową, 12-bitową przestrzeń adresową oraz 8- i 16-bitowe rozkazy (architektura harwardzka).
Architektura 4-bitowa stosowana jest w kalkulatorach, gdzie podstawową jednostką danych jest cyfra dziesiętna zapisana w 4 bitach, oraz prostych mikrokontrolerach.
Pierwsze układy o architekturze 4-bitowej, mikroprocesor Intel 4004 i mikrokontroler Texas Instruments TMS1000, powstały dla kalkulatorów.